# Klimenki
Klimenki - Клименки (rus) - és un poble de l'óblast de Bélgorod, a Rússia. El 2010 tenia 741 habitants. Pertany al districte (raion) de Véidelevka.